# أريال
أريال بلدية في ولاية بارايبا في المنطقة الشمالية الشرقية من البرازيل.